# Motecuhzoma II

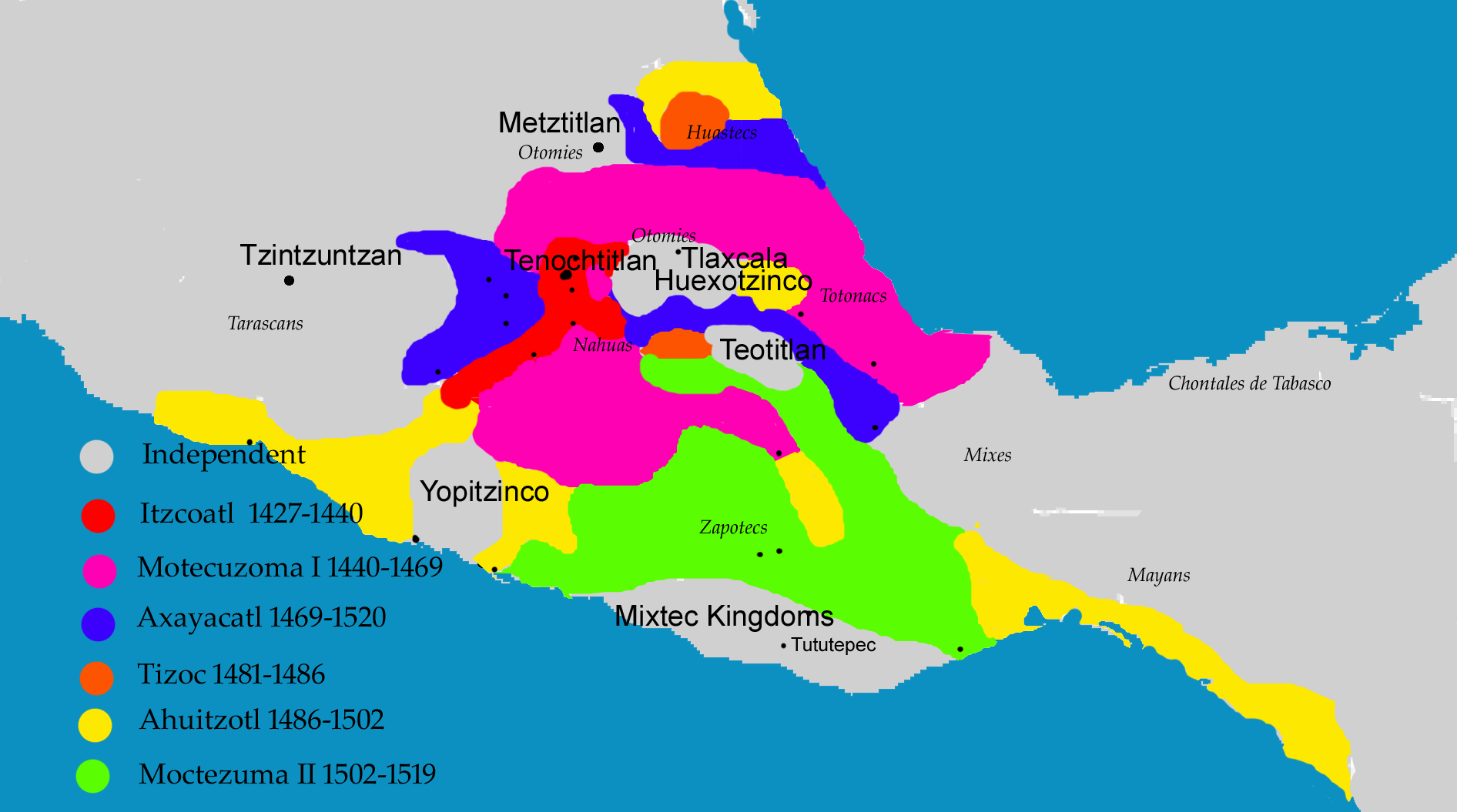
Kaart van de uitbreiding van het Azteekse rijk door de eeuwen heen.

Motecuhzoma II (zie voor andere spelling hieronder) (1466 – 30 juni 1520) was in de periode 1502-1520 de hueyi tlahtoani van de Azteken. Hij was de eerste Azteekse leider die met de Spanjaarden in contact en in conflict kwam.

## De naam
Hij wordt soms aangeduid met alleen Moctezuma. Montezuma is een oudere Engelse spelling van de naam, terwijl Moctezuma gewoonlijk wordt gebruikt in het Spaans. Motecuhzoma of Motecuzoma is de oorspronkelijke naam in het Nahuatl, uit te spreken als mo-tek-w-zo-ma, wat "hij die zichzelf heerser maakt door zijn woede" betekent. Het stamt af van mo, derde persoon bezittend, tecuhtli, heer, en zoma, "boze" of "met gefronst gezicht".
Het gebruik van een regeringsnummer is alleen bedoeld als modern onderscheid van de "andere" Moctezuma, naar wie wordt verwezen met Moctezuma I. Nog een manier om hen te onderscheiden, naast het gebruik van Romeinse cijfers, is dat Moctezuma I Motecuhzoma Ilhuicamina werd genoemd in het Nahuatl en Moctezuma II Motecuhzoma Xocoyotzin. De eerste van deze benamingen betekent "eenzame die een pijl in de hemel schiet"; Xocoyotzin betekent "de geëerde jonge", uit te spreken als tsjo-ko-jot-zin (waar Xocoyotl eenvoudigweg "de jonge" of "junior" zou betekenen).

## Contact met de Spanjaarden
Motecuhzoma II, erfgenaam van Ahuitzotl, was de heerser van de stad Tenochtitlan. Tijdens zijn bewind deed hij zijn macht toenemen om de zustersteden Texcoco en Tlatelolco volkomen te domineren.

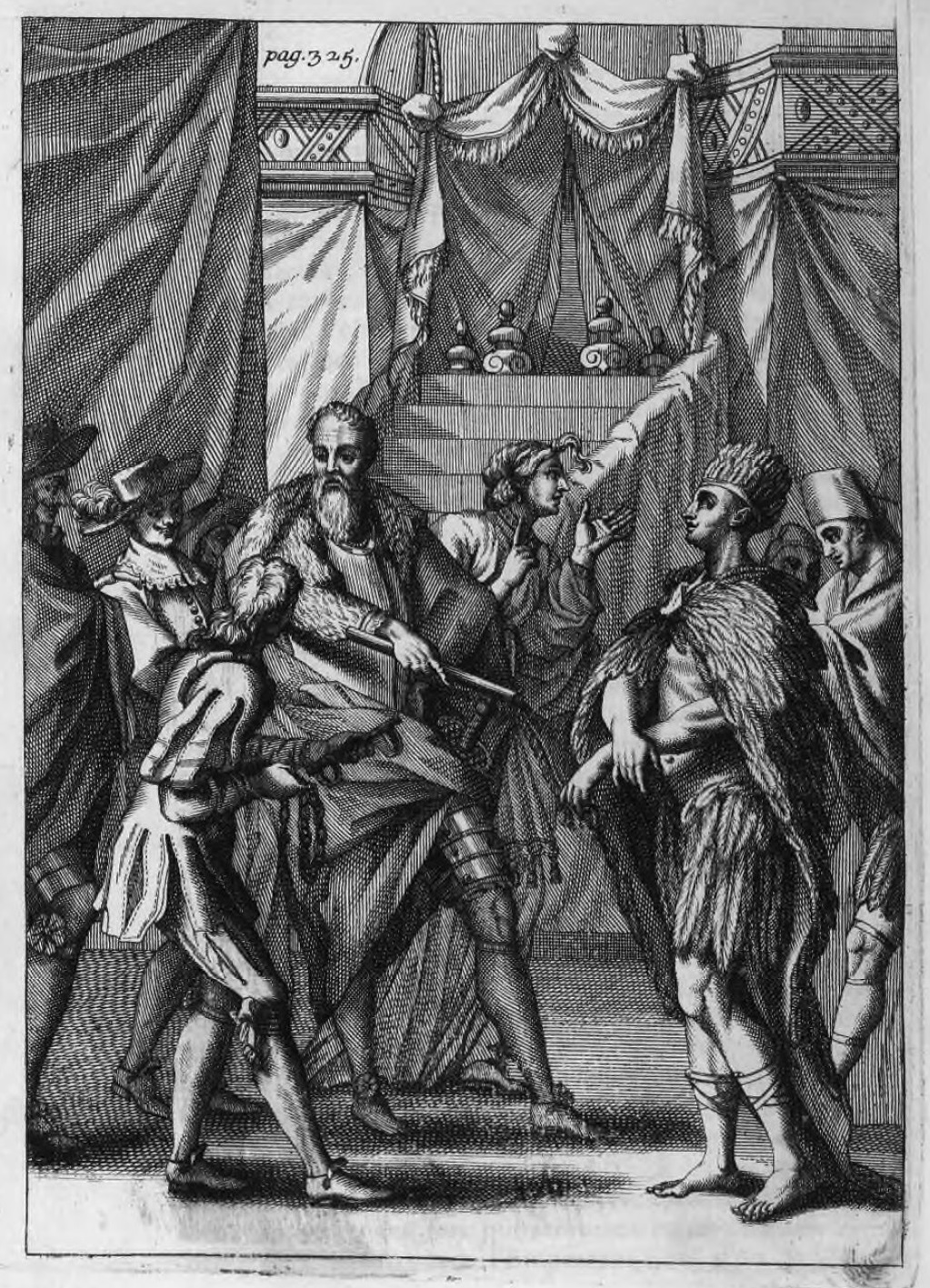
Moctezuma wordt gevangengenomen door Cortés
Kopergravure, Jan Karel van Beecq

Toen Hernán Cortés in 1519 in Mexico arriveerde, dacht Motecuhzoma II dat Cortés de god Quetzalcoatl was, zo luidt de populaire gedachte. Volgens voorspellingen zou Quetzalcoatl de Aztekenwereld komen vernietigen en om dit noodlot af te wenden, dacht Motecuhzoma hem met goud en zilver te kunnen afschepen. Dit had juist een averechts effect en de op goud beluste Cortés nam Motecuhzoma II gevangen waarbij Motecuhzoma geen weerstand bood. Toen de Azteken tegen het Spaanse bewind in juni 1520 in opstand kwamen, wilde Cortés dat Motecuhzoma II de opstand zou neerslaan.
Motecuhzoma was de hoogste gezagdrager in het Azteekse rijk, en werd door de Spanjaarden, samen met het rijk, in 1520 ten val gebracht. Na zijn gijzeling kwamen de twee machten in oorlog. Met de oorlog tussen Spanjaarden en Azteken kwam hij om, hetzij door de Spanjaarden dan wel door zijn eigen onderdanen.

## Cortés als Quetzalcoatl?
Onder historici was er lange tijd veel debat over het feit of de Azteken nu wel of niet geloofden dat Cortés een teruggekeerde god was. Ondertussen is er een algemene consensus dat dit niet zo was. Motecuhzoma dacht naar alle waarschijnlijkheid niet dat de Spanjaarden een god met zich meebrachten, de waarheid is veel prozaïscher:
Bij het betreden van wat nu Mexico is, stootten de Spanjaarden op enkele inheemse stammen. Na aanvankelijke schermutselingen konden ze via tolken met de bevolking in contact treden en kwam er een alliantie tot stand tussen de Europeanen en enkele inheemse stammen, die via de nieuwe factor in de regio hoopten onder het juk van de Azteken uit te komen. Dit nieuws bereikte Tenochtitlan algauw en Motecuhzoma hoopte via het geven van geschenken (zilver en goud) Cortés te paaien en hem aan zijn kant te krijgen. De vrees dat de onderdrukte volkeren een opstand zouden losweken tegen de Azteken, gesteund door de Spanjaarden, lijkt de ware oorzaak te zijn van de acties van de Azteekse leider.
De acties van Motecuhzoma werden in het Westen verklaard als de onderwerping aan en schrik van een vermeende godheid die terugkeerde. In realiteit was het niet meer dan een politiek spel om de integriteit van het Azteekse rijk te hopen bewaren, aangezien de Spanjaarden een destabiliserende factor zouden kunnen zijn (en achteraf bleken ze dat ook te zijn).

## Trivia
- Spanjaarden die zich na de kolonisatie in Mexico vestigden werden geconfronteerd met diarree als gevolg van het andere klimaat en de andere voedsel-bacteriën. Deze diarree, die toeristen nog altijd lastigvalt, zou een wraak zijn van de geest van Motecuhzoma, en wordt daarom ook wel spottend "Montezuma's Revenge" (wraak van Montezuma) genoemd. Een populaire Nederlandse band draagt deze naam eveneens.